# ريتشارد إي. غايس
ريتشارد إي. غايس (بالإنجليزية: Richard E. Geis)‏ (19 يوليو 1927، بورتلاند في الولايات المتحدة - 4 فبراير 2013)؛ روائي أمريكي.